# Mohammad Reza Mahdavi
Mohammad Reza Mahdavi (pers. محمدرضا مهدوی; Tehran, 17 dicembre 1972) è un ex calciatore iraniano, di ruolo difensore.

## Carriera
Ha giocato nel campionato iraniano e belga.

### Nazionale
Con la maglia della nazionale ha preso parte alla Coppa d'Asia 2000.